# هجوم سرمين الكيميائي
هجوم سرمين الكيميائي هو هجوم بالكلور وقع في 16 مارس 2015، في قرية سرمين في محافظة إدلب في سوريا.

## خلفية
اعتمد مجلس الأمن التابع للأمم المتحدة في 6 مارس 2015، القرار رقم 2209، الذي يدين استخدام الكلور كسلاح، ويهدد باستخدام القوة إذا استُخدم مرة أخرى.

## الهجوم
كانت القرية تحت سيطرة أحرار الشام في وقت الهجوم. تعرضت القرية لهجوم كيميائي حوالي الساعة 22:30 إلى 23:00 عندما أسقطت مروحيات «برميلين متفجرين» على القرية. سقط أحدهما على حقل مفتوح، بينما سقط الآخر «عبر فتحة التهوية» لمنزل مبني جزئياً، مما أسفر عن مقتل عائلة مكونة من ستة أفراد تعيش في قبو المنزل، وإصابة «عشرات آخرين».
نفى الجيش السوري هذا الادعاء ووصفه بأنه دعاية.

## المسؤولية
خلص تحقيق أجرته الأمم المتحدة ومنظمة حظر الأسلحة الكيميائية على مدار عام إلى وجود معلومات كافية لاستنتاج أن القوات الجوية العربية السورية استخدمت «أسلحة بدائية الصنع أُلقيت من مروحيات» تحتوي على الكلور في بلدة تلمنّس في أبريل 2014 وبلدة سرمين في مارس 2015.

## الضحايا
توفيت أسرة مكونة من ستة أفراد، بينهم ثلاثة أطفال دون سن الثالثة وجدتهم. وقال طبيب في سرمين إن طريقة الوفاة تشير إلى استخدام غاز، ربما الكلور.